# Lysimachia heterogenea
Lysimachia heterogenea är en viveväxtart som beskrevs av Friedrich Wilhelm Klatt. Lysimachia heterogenea ingår i släktet lysingar, och familjen viveväxter. Inga underarter finns listade i Catalogue of Life.